# UMO
UMO är en tjänst som fungerar som ett komplement till de traditionella ungdomsmottagningarna i Sverige. Webbplatsen UMO.se vänder sig till unga mellan 13 och 25 år. På UMO.se finns texter, filmer, bildspel och annat material med information om sex, hälsa och relationer. Här finns också kontaktuppgifter till landets ungdomsmottagningar. 
UMO lanserades den 18 november 2008. Tjänsten drivs av Inera AB på uppdrag av alla Sveriges regioner och kommuner och finns inom samma organisation som den nationella hälso- och sjukvårdsinformationen, webbplatsen 1177.se.. 
Utvecklingen av UMO.se finansierades av Socialstyrelsen på uppdrag av Integrations- och jämställdhetsdepartementet. UMO.se har ett nära samarbete med landets ungdomsmottagningar, skolhälsovården, intresseorganisationer och andra som jobbar med unga.
UMO har bland annat fått svenska publishingpriset, uppmärksammats av Guldlänken, som belönar innovativa e-tjänster för medborgare och företag,  samt Sveriges kommuner och landstings Sveapriset.  UMO har även belönats med RFSLs ungdomspris 2009, Klarspråkskristallen 2018 och RFSU-priset 2022.  

## Youmo
Youmo.se är en webbplats som vänder sig till unga nyanlända 13-20 år med information om jämställdhet, hälsa, sexualitet, kroppen, psykisk hälsa samt rättigheter och skyldigheter. Den  har byggts som en systersajt till UMO.se där man kan välja språk. Merparten av innehållet är material som finns på UMO.se idag och som skrivits om till lätt svenska och sedan översatts till de fem språken. Likt UMO.se har innehållet tagits fram i nära samarbete med unga själva och yrkesgrupper som möter dem, t.ex. personal på landets ungdomsmottagningar.
UMO fick uppdraget i juni 2016 från Myndigheten för ungdoms- och civilsamhällesfrågor, att med medel från Socialdepartementet ta fram denna digital plattform med information inom de här områdena på arabiska, dari, somaliska och tigrinska samt på lätt svenska och engelska. 